# Delwa Kassiré Koumakoye
Nouradine Delwa Kassiré Koumakoye, född 31 december 1949, är en tchadisk politiker, partiledare för Rassemblement national pour le développement et le progrès..
Koumakoye är regeringschef i Tchad sedan 26 februari 2007, då han efterträdde Pascal Yoadimnadji, som avled 4 dagar tidigare. Koumakoye var minister i regeringen under 1980-talet och början av 1990-talet, och innehade posten som regeringschef även 6 november 1993 till 8 april 1995.
Koumakoye var justitieminister från juni 1981 till maj 1982, och blev ordförande för Rassemblement National Démocratique et Populaire den 4 februari 1982. Under Hissène Habrés presidentperiod var han minister för offentliga arbeten, bostäder och stadsplanering från augusti 1987 till april 1988, justitieminister från april 1988 till mars 1989, post- och telekommunikationsminister från mars 1989 till oktober 1990, och utbildnings- och forskningsminister från oktober 1990 till december 1990.
Efter att Habré störtats blev Koumakoye ordförande för Rassemblement national pour le développement et le progrès i januari 1992. Vid den nationella kongressen i början av 1993 kandiderade han till att leda presidiet men förlorade mot Adoum Helbongo i en omröstning bland delegaterna. Koumakoye blev senare kommunikationsminister och regeringstalesman från april 1993 till juni 1993 och justitieminister från juni 1993 till november 1993, innan han blev premiärminister i november 1993.
Koumakoye ville ställa upp som presidentkandidat i valet som skulle utgöra slutet av övergångsperioden, men detta fick president Idriss Déby att agera mot honom genom att få övergångsreglerna ändrade, och i april 1995 ersattes han som premiärminister av Koibla Djimasta. I mars 1996 arresterades Koumakoye för påstått innehav av olagliga vapen och dömdes till tre månaders fängelse. Enligt Amnesty International var rättegången inte rättvis och synbarligen ämnad att hindra Koumakoye från att kandidera i valet. I presidentvalet som hölls i juni 1996 fick han 2,29% av rösterna och kom på nionde plats. Han kandiderade igen i presidentvalet 2001, då han kom på sjätte plats med 2,36% av rösterna.
Från mars 2003 till augusti 2006 var han ledamot av Panafrikanska parlamentet. I presidentvalet som hölls den 3 maj 2006, och som bojkottades av större delen av oppositionen, kom Koumakoye på andra plats med 15,13% av rösterna, långt efter Déby. Den 29 maj, kort efter att slutresultatet hade meddelats, gratulerade han Déby till valsegern. I augusti 2006 blev Koumakoye minister för regional planering, stadsplanering och bostäder, som han var tills han utsågs till premiärminister för andra gången i februari 2007.